# Martin Melin (polis)
Jan Martin Melin, född 6 mars 1967 i Vantörs församling i Stockholm, är en svensk politiker (liberal), TV-personlighet, författare och tidigare polis. 
Han blev känd som den första vinnaren av TV-programmet Expedition Robinson 1997. Melin var riksdagsledamot (ersättare) och Liberalernas utrikespolitiske talesman mellan oktober 2022 och april 2023. Sedan augusti 2023 är Melin ordinarie riksdagsledamot, (som statsrådsersättare) ledamot av justitieutskottet samt partiets polis- och rättspolitiska talesperson.

## Biografi
Martin Melin blev den första vinnaren av TV-programmet Expedition Robinson 1997. Han har förekommit i flera andra svenska tv-produktioner, såsom På rymmen, Jakten på ökenguldet, med flera.
Melin har medverkat som poliskonsult i flera svenska filmproduktioner, så som Gangster och Rånarna.
Vintern 2015 medverkade Melin i serien Realitystjärnorna på Godset på TV3, som samma år nominerades till TV-priset Kristallen i kategorin årets dokusåpa.
Melin var fast gäst i TV4-programmet Nyhetsmorgon som en del av inslaget pappa-panelen sedan 2009.
Hösten 2012 gjorde Melin debut som programledare i Kanal 5 för programmet Polisskolan. Han var en av programledarna i Spårlöst som sändes i Sjuan (tidigare i TV4) och hoppade in som programledare i radioprogrammet Karlavagnen somrarna 2014 och 2015. Melin var 2021 en av deltagarna i TV-programmet Let’s Dance där han skadade sig i premiärprogrammet men ändå lyckades vara kvar i tre program och sluta på en åttondeplats.
Han har skrivit tre böcker: 2011 kom boken Coola pappor på Forum förlag och senare två spänningsromaner i polismiljö, Status 12 2013 och Brott kan ej styrkas 2015.

### Politik
Melin kandiderade 2018 till riksdagen för Liberalerna. Melin var en av toppkandidaterna och fick näst flest personkryss av alla som kandiderade för partiet i Stockholm, men tog ingen riksdagsplats. Han kandiderade även 2022, men lyckades inte komma in som ordinarie ledamot då heller. Melin tjänstgjorde dock som ersättare i riksdagen under Joar Forssells föräldraledighet 31 oktober 2022–30 april 2023.
Melin är sedan augusti 2023 ordinarie riksdagsledamot i riksdagen för Liberalerna (såsom statsrådsersättare) och placerad som ledamot i justitieutskottet. Han är även suppleant i skatteutskottet, civilutskottet, konstitutionsutskottet samt i EU-nämnden.
Sedan 1 mars 2024 är Melin rättspolitisk talesperson för Liberalerna. 

### Familj
Han är son till historikern Jan Melin och Agneta von Bahr. Han var mellan augusti 2010 och januari 2014 gift med författaren Camilla Läckberg som han har en son tillsammans med.